# L'Enfer d'Henri-Georges Clouzot
L'Enfer d'Henri-Georges Clouzot és una pel·lícula dirigida, escrita i produïda per Henri-Georges Clouzot, fotografia d'Andréas Winding i Armand Thirard, que va romandre inacabada l'any 1964. Es va presentar el 2009 com a semidocumental de llarga durada per Serge Bromberg .

## Història
La pel·lícula mostra la gelosia extrema d'un hoteler, Marcel (Serge Reggiani, aleshores de 42 anys), cap a la seva dona, Odette (Romy Schneider, aleshores de 26 anys). Va ser rodada en part en blanc i negre, en part en color. Clouzot va seleccionar el títol com a al·lusió al Infern de Dante, i els noms Odette i Marcel fan referència a personatges de la novel·la de Marcel Proust A la recerca del temps perdut.
Malgrat un pressupost il·limitat de Columbia Pictures—Clouzot va treballar amb tres equips i 150 tècnics—el rodatge va estar afectat per greus problemes: tothom va patir la calor rècord durant el juliol al Cantal; l'actor principal Serge Reggiani es va posar malalt (es va demanar a Jean-Louis Trintignant que el substituís); el llac artificial sota el viaducte de Garabit, una part important del lloc, estava a punt de ser buidat per les autoritats locals; llavors Clouzot va patir un atac de cor i va ser hospitalitzat a Sant Flor. Al cap de tres setmanes, la pel·lícula va ser abandonada.

## Repartiment
- Romy Schneider, Odette
- Serge Reggiani, Marcel
- Dany Carrel, Marylou
- Jean-Claude Bercq, Martineau
- Catherine Allégret, Yvette
- Blanchette Brunoy, Clotilde
- Mario David, Julien

## Other versions
El 1994, Claude Chabrol va utilitzar el guió de Clouzot per fer la seva pel·lícula L'Enfer.
El 2009, Serge Bromberg i Ruxandra Medrea van publicar un documental de 94 minuts amb material seleccionat entre 15 hores (185 bobines) d'escenes trobades sota el nom L'Enfer d'Henri-Georges Clouzot. Bromberg va quedar atrapat durant dues hores en un ascensor aturat amb una dona que va resultar ser la segona dona de Clouzot, Inès de Gonzalez. En conèixer la identitat de la dona i l'existència del metratge, Bromberg la va convèncer perquè l'estrenés per fer la seva pel·lícula. El documental inclou entrevistes a nou membres del repartiment i de l'equip, en particular Catherine Allégret, l'assistent de producció de 1964, Costa Gavras, i l'assistent de fotografia William Lubtchansky. Bromberg va utilitzar els actors Bérénice Bejo i Jacques Gamblin per rodar algunes escenes on s'havien de fer diàlegs; el material trobat, que incloïa unes 30 hores de banda sonora, no contenia material adequat.
La pel·lícula es va projectar fora de competició al 62è Festival Internacional de Cinema de Canes, al Festival Internacional de Cinema de Toronto de 2009, i a festivals de cinema a Nova York, Vancouver, Londres i Rotterdam; es va estrenar a França l'11 de novembre de 2009. El 2010 va rebre el Premi César al millor documental.

## Efectes visuals
La pel·lícula inclou diverses tècniques d'il·luminació innovadores i pràctiques d'Andréas Winding i Armand Thirard. Sobretot en el clímax psicodèlic de la pel·lícula, es van col·locar equips d'il·luminació giratoris davant de la càmera i els actors. L'efecte final va crear la il·lusió de les cares dels actors passant entre emocions i personalitats. També canviarien lentament les seves emocions intensificant l'efecte quan es sincronitzaven amb cada rotació.